# Pal per a autofoto

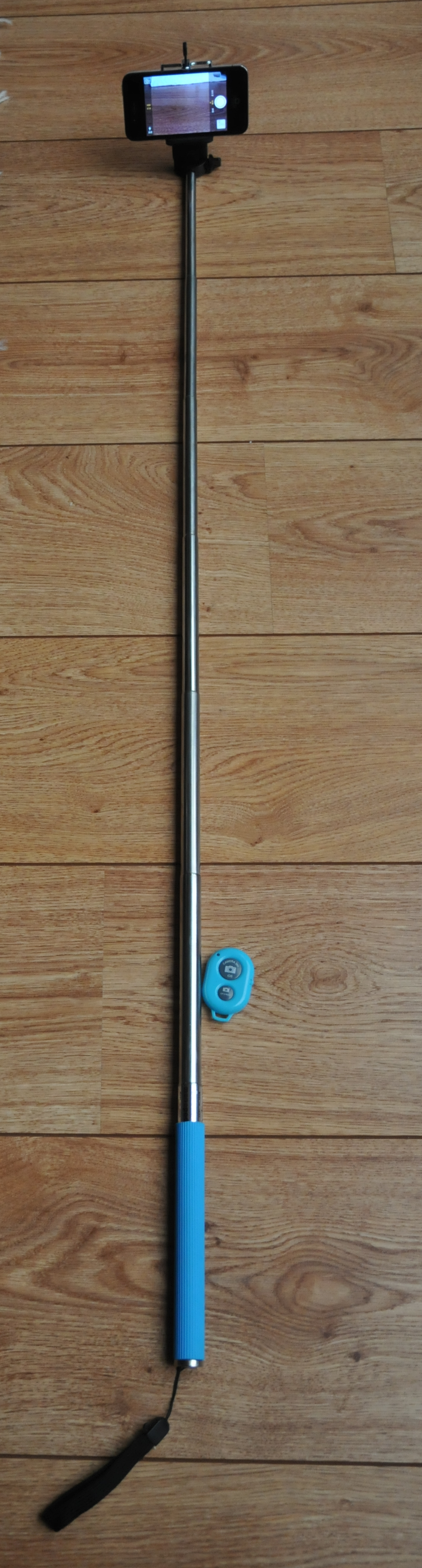
Pal per a autofoto al mòbil

Un pal per a selfis o pal per a autofoto, també conegut com selfie stick (en anglès, /sɛlfi stɪk/), és un monòpode utilitzat per poder fer autofotos col·locant un smartphone (telèfon intel·ligent) o una càmera en el suport i que ens permet enfocar una distància més enllà dels límits normals del braç.

## Història
La innovació s'ha associat amb el narcisisme creixent en la societat contemporània, alguns crítics el re-bategen com pal Narcisstick
El 1983 la càmera Minolta Disc-7 tenia un mirall convex a la part frontal per permetre la composició dels autoretrats, i el seu embalatge mostrava la càmera muntada en un pal, mentre s'utilitza amb aquesta finalitat. El pal telescòpic per a càmeres de mà compactes va ser patentat a EE. UU. el 1983, i un pal de selfi japonès va aparèixer al llibre 101 invents japonesos inútils el 1995. L'inventor canadenc Wayne Fromm va patentar el seu Quik Pod el 2005, i els pals per a autofotos han estat disponibles als Estats Units almenys des de 2011. El producte va ser inclòs entre els 25 millors invents de la revista Time de 2014.

## Estructura
Els pals de metall són típicament extensibles, amb una corretja en un extrem per al canell i una abraçadora ajustable a l'altre extrem perquè mantingui el dispositiu fix al seu lloc. Alguns tenen controls remots o Bluetooth, permetent a l'usuari decidir quan fer la foto, i fins i tot els models dissenyats per a les càmeres digitals tenen un mirall darrere de la pantalla de visió perquè el dispar pugui ser alineat.

## Restriccions
Les restriccions a l'ús dels pals per a autofotos s'han imposat en una sèrie de llocs específics generalment per motius de seguretat i possibles molèsties causades als altres.

## Telecomunicacions
El 2014, l'agència de gestió de ràdio de Corea del Sud va emetre un conjunt de directrius per a la venda dels pals per a autofotos que utilitzen la tecnologia Bluetooth per activar la càmera, ja que qualsevol d'aquests productes venuts a Corea del Sud és considerat un dispositiu de telecomunicacions i ha de ser provat i registrat per l'agència.

## Els esdeveniments esportius
El 2015 els pals per a autofotos es van prohibir en tots menys en dos dels principals camps de futbol de la lliga Premier League, després de les queixes dels fans les opinions dels quals deien que els impedia visualitzar el partit. L'Emirates Stadium, seu de l'Arsenal Futbol Club, prohibeix qualsevol objecte que pugui ser utilitzat com una arma o pugui comprometre la seguretat pública, i es referia als pals per a autofotos com a tals. Aquests també han estat prohibits en altres esdeveniments esportius com l'Australian Open i el Tour Down Under.

## Museus i galeries
Els pals per a autofotos han estat prohibits en alguns museus i galeries a causa de preocupacions sobre possibles danys a les obres d'art i mecenes, així com la interrupció i l'obstaculització d'altres visitants. La prohibició està en major part a les principals galeries d'Austràlia, com la Galeria Nacional d'Austràlia i la National Portrait Gallery, i al Museu Hirshhorn i al Jardí d'Escultures als Estats Units.

## Concerts
Els pals per a selfis han estat prohibits a alguns festivals de música, ja que impedeixen al públic del concert gaudir de l'espectacle.